# Škoda Kodiaq GT

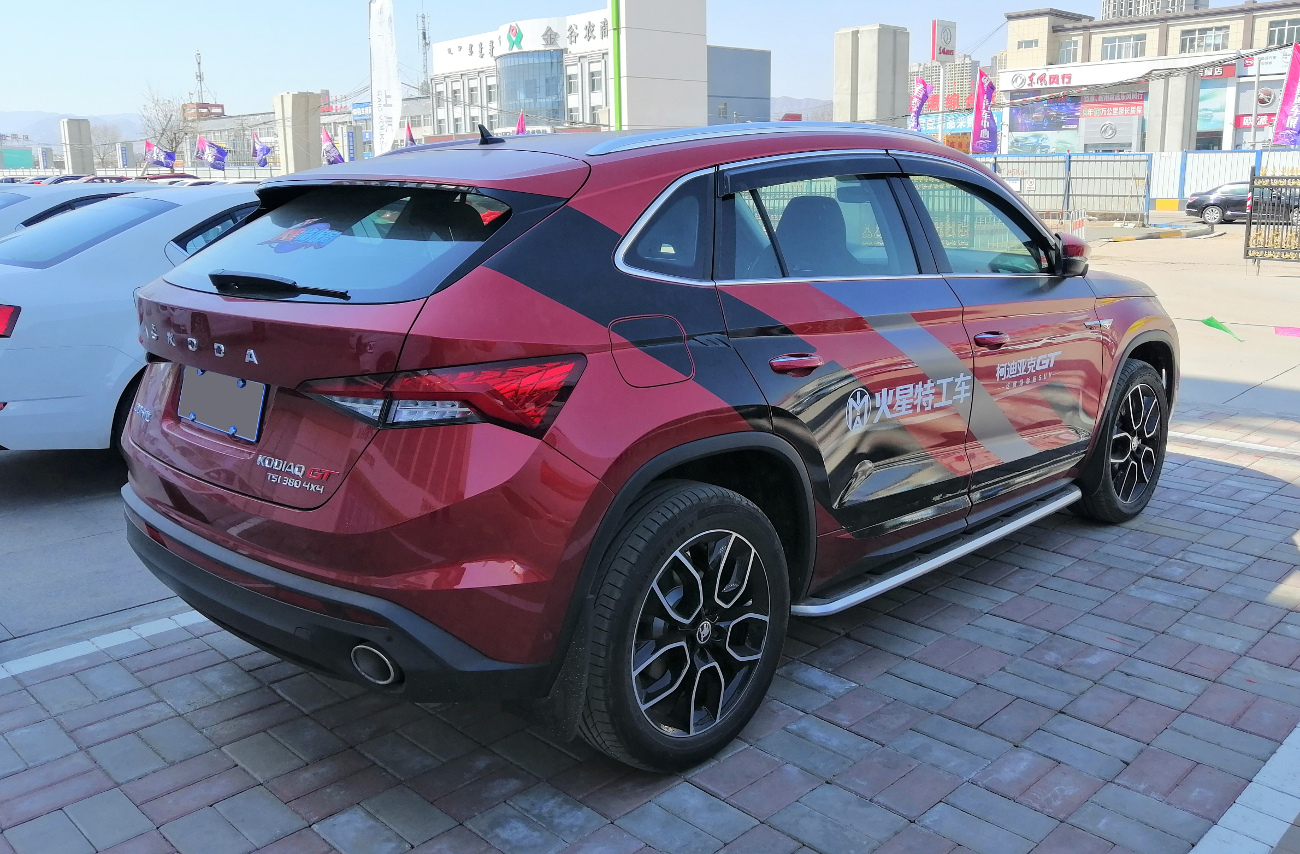
Heckansicht

Der Škoda Kodiaq GT ist ein Crossover-SUV des tschechischen Automobilherstellers Škoda Auto. Es ist nach dem Kamiq das zweite ausschließlich für den chinesischen Markt bestimmte Škoda-Modell.

## Geschichte
Erste Bilder des Fahrzeugs wurden am 17. Oktober 2018 veröffentlicht, die offizielle Premiere fand auf der ersten China International Import Exhibition im November 2018 in Shanghai statt.

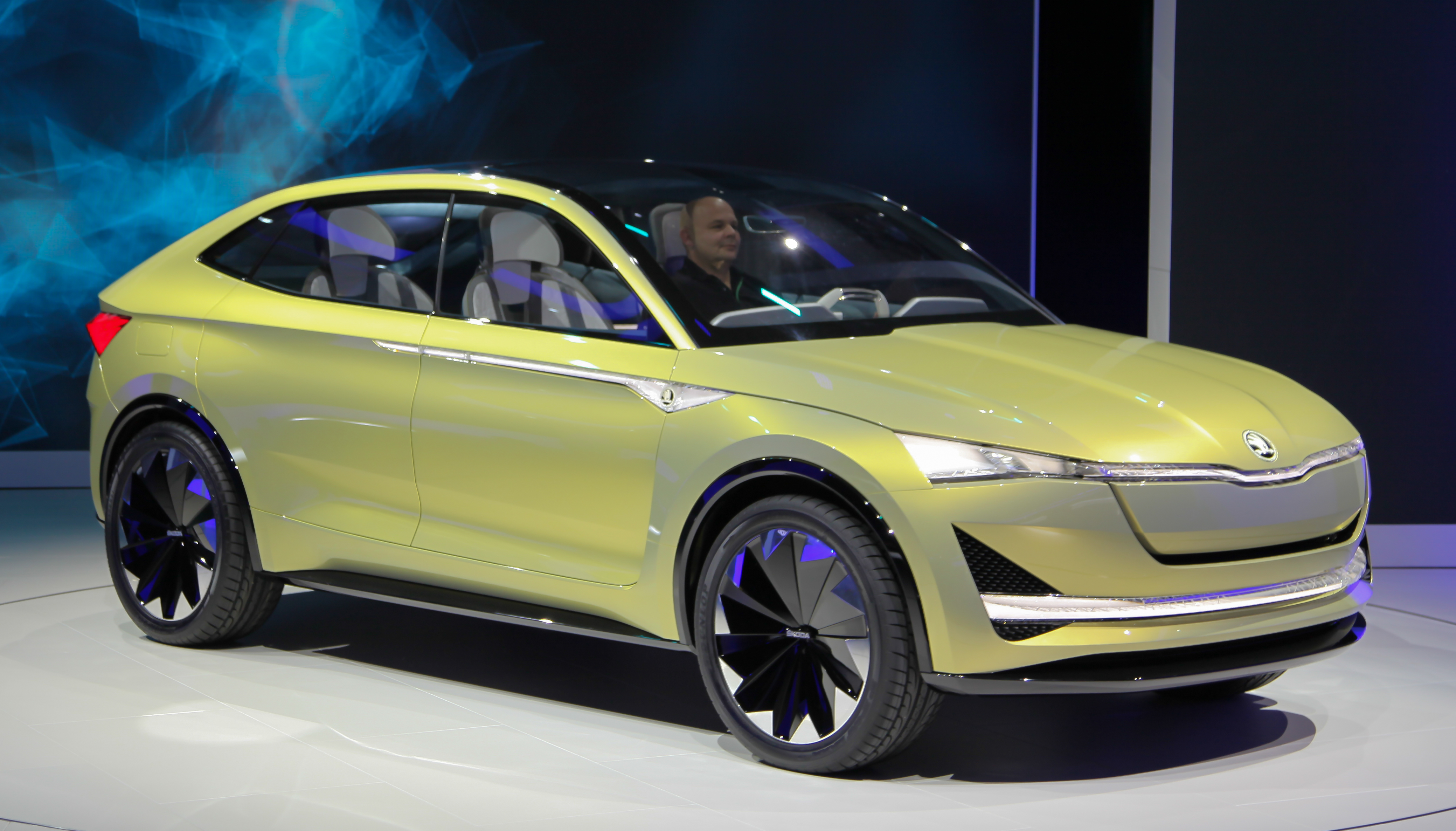
Škoda Vision E auf der IAA 2017

Bereits auf der Auto Shanghai im April 2017 präsentierte Škoda mit dem fünftürigen Škoda Vision E einen ersten Ausblick auf ein SUV-Coupé auf Basis des Kodiaq. Dieses Konzeptfahrzeug wird rein elektrisch angetrieben, zwei Elektromotoren erreichen eine Systemleistung von 225 kW (306 PS). Die Höchstgeschwindigkeit der Studie ist auf 180 km/h elektronisch begrenzt.
Auch andere Hersteller bieten in China Crossover-Versionen ihrer SUV-Modelle an. Ab 2015 war das Haval H6 Coupé auf Basis des Haval H6 oder ab 2016 der Mazda CX-4 auf Basis des Mazda CX-5 erhältlich. Auf anderen Märkten außerhalb Chinas wird der Kodiaq GT nicht angeboten.

## Technik
Technisch basiert der Wagen auf dem 2017 eingeführten Škoda Kodiaq. Das Crossover-SUV ist gegenüber dem Kodiaq mit einer Länge von 4,634 m etwas kürzer und einer Höhe von 1,649 m etwas flacher. Breite und Radstand fallen nahezu identisch aus. Zunächst ist für den Kodiaq GT ein 162 kW (220 PS) starken Zweiliter-Ottomotor mit Allradantrieb erhältlich. Kurz darauf folgten noch Varianten mit 110 kW (150 PS) oder 137 kW (186 PS) und Vorderradantrieb.

## Technische Daten
|                                            | 1.4 TSI                                                                 | 2.0 TSI                                                                 | 2.0 TSI                                                                 |
| ------------------------------------------ | ----------------------------------------------------------------------- | ----------------------------------------------------------------------- | ----------------------------------------------------------------------- |
| Bauzeitraum                                | 11/2018–04/2021                                                         | seit 11/2018                                                            | seit 11/2018                                                            |
| Motorbaureihe                              | VW EA211                                                                | VW EA888                                                                | VW EA888                                                                |
| Motorart                                   | Ottomotor                                                               | Ottomotor                                                               | Ottomotor                                                               |
| Motorbauart                                | Reihe, Direkteinspritzung                                               | Reihe, Direkteinspritzung                                               | Reihe, Direkteinspritzung                                               |
| Motoraufladung                             | Turbolader                                                              | Turbolader                                                              | Turbolader                                                              |
| Zylinder/Ventile                           | 4/16                                                                    | 4/16                                                                    | 4/16                                                                    |
| Hubraum                                    | 1395 cm³                                                                | 1984 cm³                                                                | 1984 cm³                                                                |
| max. Leistung bei min−1                    | 110 kW (150 PS) bei 5000                                                | 137 kW (186 PS) bei 4100–6000                                           | 162 kW (220 PS) bei 4500–6200                                           |
| max. Drehmoment bei min−1                  | 250 Nm bei 1750–3000                                                    | 320 Nm bei 1500–4000                                                    | 350 Nm bei 1500–4400                                                    |
| Antriebsart, Serie                         | Vorderradantrieb                                                        | Vorderradantrieb                                                        | Allradantrieb                                                           |
| Antriebsart, Option                        | –                                                                       | –                                                                       | –                                                                       |
| Getriebeart, Serie                         | 7-Gang-Doppelkupplungsgetriebe                                          | 7-Gang-Doppelkupplungsgetriebe                                          | 7-Gang-Doppelkupplungsgetriebe                                          |
| Getriebeart, Option                        | –                                                                       | –                                                                       | –                                                                       |
| Fahrwerk                                   | vorn: MacPherson-Federbeine, Dreiecksquerlenker hinten: Mehrlenkerachse | vorn: MacPherson-Federbeine, Dreiecksquerlenker hinten: Mehrlenkerachse | vorn: MacPherson-Federbeine, Dreiecksquerlenker hinten: Mehrlenkerachse |
| Leergewicht                                | 1525 kg                                                                 | 1600 kg                                                                 | 1715 kg                                                                 |
| Beschleunigung, 0–100 km/h                 | 10,1 s                                                                  | 8,8–8,9 s                                                               | 7,5 s                                                                   |
| Höchstgeschwindigkeit                      | 195 km/h                                                                | 200–208 km/h                                                            | 200–220 km/h                                                            |
| Kraftstoffverbrauch auf 100 km, kombiniert | 6,6 l Super                                                             | 6,6–6,7 l Super                                                         | 7,9–8,0 l Super                                                         |